# Paradiarsia signata
Paradiarsia signata là một loài bướm đêm trong họ Noctuidae.